# Camporrotuno
Camporrotuno ist ein spanischer Ort in der Provinz Huesca der Autonomen Gemeinschaft Aragonien. Camporrotuno gehört zur Gemeinde Aínsa-Sobrarbe. Der Ort auf 578 Meter Höhe liegt circa fünf Kilometer südlich von Aínsa. Camporrotuno hatte im Jahr 2019 nur 21 Einwohner.

## Weblinks

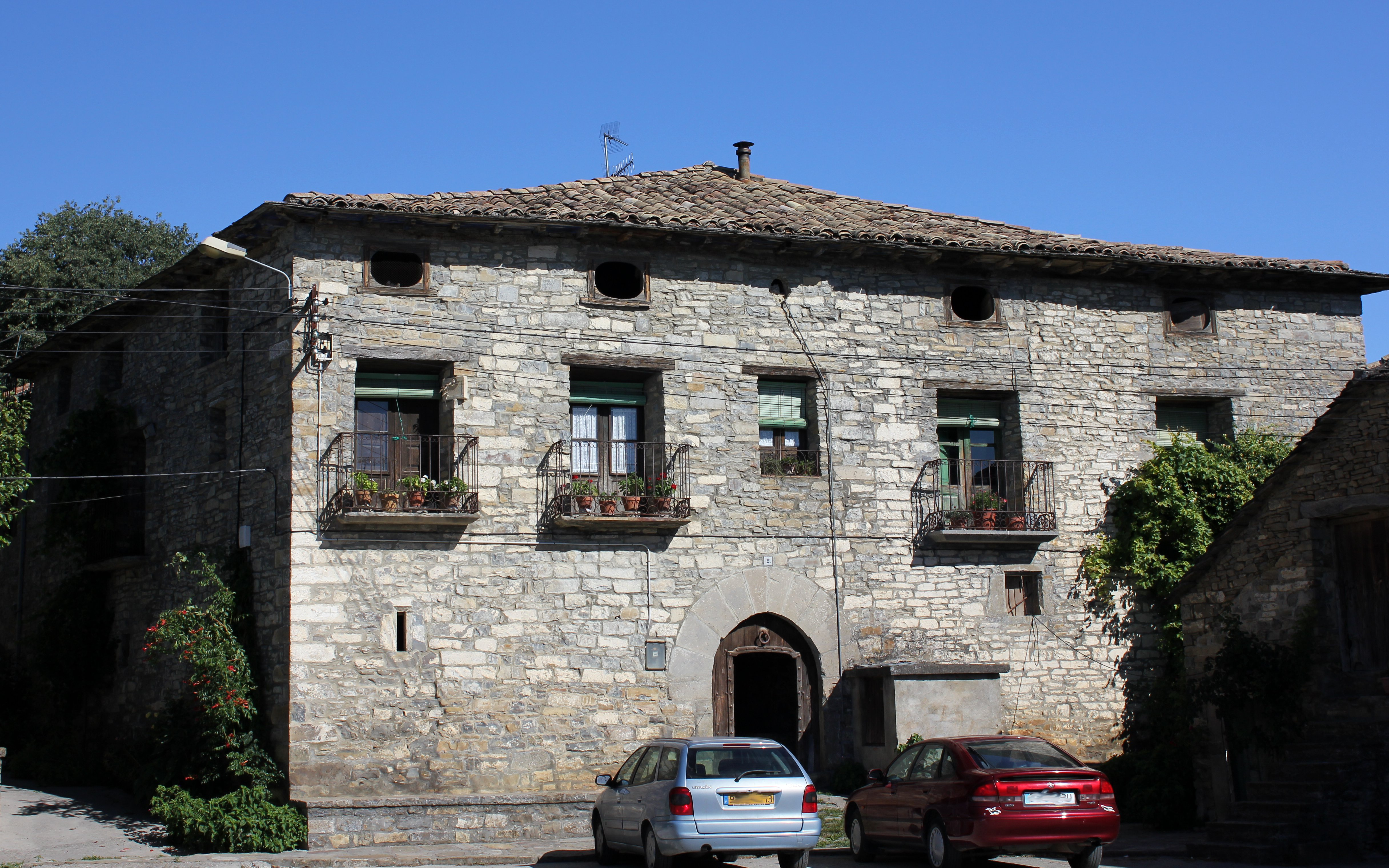
Casa Alastrué

## Sehenswürdigkeiten
- Häuser aus dem 16. Jahrhundert